# Alectrurus risora
Alectrurus risora е вид птица от семейство Tyrannidae. Видът е световно застрашен, със статут Уязвим.

## Разпространение
Видът е разпространен в Аржентина, Бразилия, Парагвай и Уругвай.